# Radikal! Künstlerinnen* und Moderne 1910–1950
Radikal! Künstlerinnen* und Moderne 1910–1950 ist der Titel einer länderübergreifenden Ausstellung zum Einfluss von Künstlerinnen auf die Kunst der ersten Hälfte des 20. Jahrhunderts und der Beziehung zwischen Gender, Kunst und Moderne, die von September 2024 bis Oktober 2025 nacheinander in den Niederlanden, in Deutschland und in Österreich gezeigt wird.

## Die Ausstellung
Die Ausstellung wurde vom 7. September 2024 bis 5. Januar 2025 im niederländischen Museum Arnhem gezeigt, danach vom 8. Februar bis 18. Mai 2025 im Saarlandmuseum – Moderne Galerie in Saarbrücken und ist abschließend vom 18. Juni bis 12. Oktober 2025 in der Österreichischen Galerie Belvedere im Belvedere in Wien zu sehen.
Idee und Konzeptentwicklung zur Ausstellung stammte von der mittlerweile im Ruhestand befindlichen Kuratorin am Museum Arnhem, Mirjam Westen, die vorschlug, das Projekt aus der Perspektive unterschiedlicher Museen und Länder zu erarbeiten. Kuratiert wurde die Ausstellung in Zusammenarbeit aller drei Museen von Kathrin Elvers-Švamberk und Meike Lander vom Saarlandmuseum, Evelien Scheltinga vom Museum Arnhem und Stephanie Auer vom Belvedere. Nicht alle Künstlerinnen werden über die Gesamtlaufzeit in allen drei Museen ausgestellt. Stattdessen wird in den Häusern eine weitgehend identische Kernausstellung gezeigt, ergänzt um Exponate aus den Sammlungsbeständen der einzelnen Museen. Die lokalen Variationen wurden von den Kuratorinnen der drei Museen gemeinsam festgelegt.
Zur Ausstellung erschien 2024 ein zweisprachiger Katalog in Englisch und Niederländisch mit Beiträgen von Stephanie Auer, Saskia Bak, Kathrin Elvers-Švamberk, Andrea Jahn, Monica Juneja, Meike Lander, Katarina Lozo, Marsha Meskimmon, Stella Rollig, Evelien Scheltinga und Mirjam Westen.

### Aufbau und Gliederung
Die Ausstellungsräume sind thematisch in verschiedene Bereiche gegliedert, die die „Reflexion von Künstlerinnen über Gesellschaft und Identität bis hin zu ihrem Einfluss und ihrer Prägung auf die abstrakte Kunst der Moderne“ aufzeigen sollen:
Im Abschnitt „Kunst als Akt des Protestes“ ist ein Museumsraum Künstlerinnen gewidmet, die Protestkunstwerke schufen. Unter anderem werden Arbeiten von Alice Lex-Nerlinger gezeigt, die die Folgen des Kapitalismus und harten Arbeitsbedingungen der damaligen Zeit darstellte, „während Milada Marešová und Grethe Jürgens sich auf die künstlerische Darstellung von Armut konzentrierten. Der aufkommende Faschismus war ein wiederkehrendes Thema für Lea Grundig, Friedl Dicker-Brandeis und Jeanne Mammen“. Hanna Nagel, Käthe Kollwitz und Alice Lex-Nerlinger schufen Kunstwerke für das Recht auf Abtreibung und gegen das Abtreibungsverbot. Die Afroamerikanerin Elizabeth Catlett prangerte durch die Darstellung schwarzer Frauen in alltäglichen Situationen den Rassismus an und Alice Neel dokumentierte einen von der Kommunistischen Partei organisierten Protest.
Im Bereich „Experiment-Abstraktion“ werden unter anderem Werke von Sophie Taeuber-Arp, Sonia Delaunay-Terk, Natalja Sergejewna Gontscharowa und Künstlerinnen des Bauhauses ausgestellt, deren Formenvokabular häufig auf der Geometrie basierte und die damit zukunftsweisende Bildkonzepte und „radikale Neuinterpretationen der gesellschaftlichen Wohn- und Kleidungskultur“ schufen.
Der dritte Teil der Ausstellung zeigt im Abschnitt „Neue Realitäten/Neue Identitäten“ die künstlerische Umsetzung der mit der Emanzipation einhergehenden Herausforderungen und Konsequenzen und Bilder zu Körper- und Geschlechter-Identität. Hanna Nagel stellte in ihren Zeichnungen „ungleiche Machtverhältnisse und die Ambivalenz im Zusammenspiel der Geschlechter“ dar. Gertrud Arndt und Grete Stern verwendeten „performative Selbstinszenierungen und die Technik der Fotomontage“, um gesellschaftlich etablierte Rollenbilder zu hinterfragen, Leonor Fini kehrte in ihren surrealistischen Bildern die Machtverhältnisse zwischen Mann und Frau um. Claude Cahun stellte die binäre Geschlechterordnung in Frage und entwarf ein erweitertes Spektrum möglicher Identitäten jenseits der dominanten Kategorien. Die Werke von Lotte Laserstein und Charley Toorop setzten sich mit dem nackten Körper als einem „Instrument der Selbstbehauptung und Selbstbefragung“ auseinander. Greta Freist stellte sich selbst als fast nackte Tänzerin dar und Trude Fleischmann lichtete die Profi-Tänzerin Claire Bauroff unbekleidet ab.
Am Anfang der Ausstellung sind mehrere abwertende Zitate bekannter Männer zum Kunstschaffen und zur Emanzipation von Frauen auf den Wänden angebracht, darunter von Jean-Jacques Rousseau („Die Frauen lieben im Allgemeinen keine Kunst, kennen sich in keiner aus und haben kein Genie.“), Ernst Guhl, Karl Scheffler („Der Mann steigert seine Natur, wenn er Künstler wird; die Frau verrenkt sie. Denn sie macht sich künstlich männisch, um konkurrenzfähig zu werden.“), Otto Weininger und Adolf Loos.

### Individuelle Ausstellungskonzepte der Museen
Die Ausstellung im Museum Arnhem begann mit einführenden Räumen, in denen das Museum seine eigene Geschichte reflektierte, indem es die Geschlechterverhältnisse in der Sammlung untersuchte. Dort wurde unter anderem eine der ersten Museumsdirektorinnen in den Niederlanden und frühere Museumsdirektorin Liesbeth Brandt Corstius gewürdigt, die während ihrer Amtszeit sowohl die Ankäufe als auch die Ausstellungen zu 50 Prozent mit Künstlerinnen gestaltete. Neben Katalogen und zeitgenössischen Werken aus der Sammlung des Museums wurden außerdem eine Fotografie von Barbara Bloom aus dem Jahr 1985, die Arbeit Bok von Maria Roosen von 1996 und das Foto Women Falling from the Sky von Melanie Bonajo aus dem Jahr 2006 ausgestellt.
Die Ausstellung im Saarlandmuseum in Saarbrücken zeigt die Werke in neun Themensälen. Die Schau wurde durch die Kulturstiftung der Länder mit 75.000 Euro gefördert.

### Die Künstlerinnen
Schwerpunkt der Ausstellung ist der Einfluss von Künstlerinnen im Zeitraum 1910 bis 1950 auf die Welt der Moderne im Hinblick auf drei Felder, „in denen Frauen sich ganz besonders mit Pionierleistungen hervorgetan haben: Die Entwicklung abstrakter Formensprachen und deren Übertragung in die Lebenswirklichkeit einer modernen Gesellschaft; der engagierte Protest gegen soziale und politische Missstände; das Infragestellen tradierter Konstrukte von ‚Weiblichkeit‘.“ „Die Künstlerinnen stellten traditionelle Rollenbilder radikal in Frage und thematisierten die Emanzipation in allen Lebensbereichen, zugleich waren nicht wenige Künstlerinnen auch Pionierinnen der Abstraktion“.
Gezeigt werden mehr als 120 Arbeiten von über siebzig Künstlerinnen aus über zwanzig Ländern. Neben Werken von weiblichen Kunstschaffenden wird vereinzelt auch Kunst von nichtbinären Künstlern wie Claude Cahun, Marlow Moss und Anton Prinner gezeigt. Vertreten sind Künstlerinnen aller Kunstströmungen der Jahre 1910 bis 1950, wie Futurismus, Expressionismus, Fotocollage, Abstraktion, Agitprop, Neue Sachlichkeit, Konstruktivismus und Surrealismus. Die Ausstellung umfasst Werke aus den Bereichen Malerei, Textildesign, Skulptur, Druckgrafik, Zeichnung, Fotografie, Film und Konstruktionszeichnungen aus den Beständen der drei Museen, ergänzt mit Leihgaben, wie etwa aus dem Stadtmuseum Berlin.
Künstlerinnen in der Ausstellung:
- Zubeida Agha
- Tarsila do Amaral
- Gertrud Arndt
- Gudrun Baudisch
- Benedetta Cappa
- Jeanne Bieruma Oosting
- Camilla Birke
- María Gutiérrez Blanchard
- Barbara Bloom
- Hilde Blumberger
- Monika von Boch
- Melanie Bonajo
- Marianne Brandt
- Romaine Brooks
- Selma Burke
- Marcelle Cahn
- Claude Cahun
- Regina Cassolo Bracchi
- Elizabeth Catlett
- Saloua Raouda Choucair
- Sonia Delaunay
- Maya Deren (und Alexander Hammid)
- Friedl Dicker-Brandeis
- Marthe Donas
- Berthe Edersheim
- Inji Efflatoun
- Alexandra Exter
- Anneke van der Feer
- Leonor Fini
- Trude Fleischmann
- Mathilde Flögl
- Greta Freist
- Natalja Sergejewna Gontscharowa
- Lea Grundig
- Nola Hatterman
- Jacoba van Heemskerck
- Katharina Heise
- Barbara Hepworth
- Hannah Höch
- Stella Junker-Weissenberg
- Grethe Jürgens
- Ida Kerkovius
- Erika Giovanna Klien
- Katarzyna Kobro
- Käthe Kollwitz
- Lotte Laserstein
- Tamara de Lempicka
- Alice Lex-Nerlinger
- Maria Likarz
- Lou Loeber
- Elfriede Lohse-Wächtler
- Jeanne Mammen
- Milada Marešová
- Marlow Moss
- Hanna Nagel
- Alice Neel
- Edith Pijpers
- Ljubow Popowa
- Anton Prinner
- Johanna Reismayer
- Lili Réthi
- Germaine Richier
- Emy Roeder
- Maria Roosen
- Lavinia Schulz und Walter Holdt
- Amrita Sher-Gil
- Renée Sintenis
- Gazbia Sirry
- Maria Lucia Stadlmayer
- Lilly Steiner
- Grete Stern
- Gunta Stölzl
- Emiria Sunassa
- Sophie Taeuber-Arp
- Dorothea Tanning
- Charley Toorop
- Toyen
- Lucie Turel-Welti
- Madiha Umar
- Maria Helena Vieira da Silva
- Vlasta Vostřebalová-Fischerová
- Charmion von Wiegand
- Vally Wieselthier
- Pan Yu-Lin
- Fahrelnissa Zeid[1][4]

## Medienresonanz und Einordnung
Die Kunsthistorikerin Mirjam Deckers befand in der niederländischen Kunstzeitschrift De Witte Raaf, dass trotz der großen Varietät der Künstlerinnen die Ausstellung den „Charakter einer Kostprobe“ behielte, der der „nötige Kontext und die nötige Tiefe fehlten. Abgesehen von den Texttafeln, die die Themen einführen, und einigen wenigen Zitaten“ würden zu wenig Informationen zu Künstlerinnen und Werken bereitgestellt und die Verbindungen und Kontakte zwischen ihnen würden nicht dargestellt. Verwirrend sei zudem, dass einige im Katalog aufgeführte Künstlerinnen nicht in der Arnheimer Ausstellung zu sehen sind. Sie bewertete den ersten Teil der Arnheimer Ausstellung, der die Geschlechterverhältnisse in der Sammlung des Museums untersucht, als am radikalsten, da er zeige, „wie entscheidend die Rolle von Museen und kunsthistorischen Instituten für die Sichtbarkeit“ von Künstlerinnen ist, während die Ausstellung „eher eine ausführliche Einführung“ als einen Überblick gebe.
Ähnlich äußerte sich Xandra Schutte, Chefredakteurin des De Groene Amsterdammer, die meinte, die Ausstellung sei so vielfältig, und die Erklärungen zu den Künstlerinnen seien so knapp, „dass es schwierig ist, eine Geschichte über die weibliche Moderne zu schreiben“, während der Katalog die Intention besser verdeutliche und darauf eingehe, dass Künstlerinnen im Kunstkanon weniger Aufnahme gefunden hätten als ihre männlichen Kollegen.
Auch Anna van Leeuwen schrieb im De Volkskrant, das Museum Arnhem folge der Strategie „Zeigen, nicht erzählen“, um eine alternative Geschichte der Moderne mit Frauen in den Hauptrollen zu bieten, wodurch einordnende Informationen zu begrenzt blieben. Es konzentriere „sich auf Künstlerinnen, erklärt aber nicht, was sie so radikal macht“. Bis auf eine ausführliche Zeitleiste zur Geschichte und Emanzipation der Frauen im vorderen Ausstellungsbereich werde im weiteren Verlauf wenig weiterführende Information gegeben.
Dieser Einschätzung folgte auch Joke de Wolf in Trouw, die die Kürze der Werkbeschreibungen und Hintergrundinformationen bemängelte und den umfangreichen „Katalog mit Fachtexten für den allgemein interessierten Besucher nicht hilfreich“ fand. Trotz eines langen Banners „mit Fakten zur Geschichte des Feminismus, der Frauenrechte und der Kunstgeschichte in verschiedenen Ländern“ fehle der Kontext zum Leben der einzelnen Künstlerinnen.
Die Redakteurin für Bildende Kunst Toef Jaeger vom NRC Handelsblad äußerte sich gleichlautend, lobte aber, dass die Ausstellung „sowohl die abstrakten als auch die realistischen Ausdrucksformen des Protests“ zeige und durch die Präsentation von Werken, die außerhalb Europas entstanden sind, „die eurozentrische Sichtweise, auf der der Kanon der Moderne lange Zeit basierte, positiv“ ergänze, auch wenn diese teils den selbst gesetzten Zeitrahmen überschritten.
Dies merkte auch Wibke Weishaupt in Kunst+Film positiv an und schrieb, die Ausstellung überschreite „den geläufigen europäisch-nordamerikanischen Kanon und bezieht auch nichtwestliche Künstlerinnen mit ein“. Sie hob zudem lobend hervor, dass die Ausstellung „als beeindruckend vielfältige Tour d’horizon voller Originalität“ die wegweisende Leistung von Frauen in allen Avantgarde-Strömungen der ersten Hälfte des 20. Jahrhunderts zeige. Sie übte jedoch Kritik am „vollmundigem Verbalradikalismus“ und dem „Furor, mit dem diese Themenschau Künstlerinnen aus der ersten Hälfte des 20. Jahrhunderts rehabilitieren will. Dass Frauen erst nach 1900, in manchen Ländern sogar erst nach dem Ersten Weltkrieg zu Kunsthochschulen zugelassen wurden; dass man sie dort häufig in nachrangige Kunsthandwerks-Disziplinen abdrängte; dass es ihnen nach ihrem Abschluss meist schwerer als männlichen Konkurrenten fiel, Galeristen und Sammler auf sich aufmerksam zu machen; dass sie oft nicht die ersehnte Anerkennung erhielten“, sei bekannt und beschrieben worden. Jeroen de Baaij befand in Kunstvensters, die „Gemälde in der Ausstellung sind wegen ihrer hohen Qualität interessant, nicht weil sie jahrhundertelang in Vergessenheit geraten sind“.
Die SR-Kultur-Redakteurin Barbara Renno lobte, dass die Ausstellung nicht nach Epochen kuratiert worden sei, sondern ganze vier Jahrzehnte abbilde sowie die große Bandbreite an Künstlerinnen, die Themenvielfalt der Werke und die enzyklopädische Aufmachung des Katalogs. Auch die Kulturredakteurin der Saarbrücker Zeitung Cathrin Elss-Seringhaus merkte an, die Ausstellung halte „tatsächlich neue Positionen in einer Stilrichtung bereit, die man nur zu gut zu kennen meint“.

## Werke in der Ausstellung
| Künstlerin                        | Titel | Entstehung     | Technik                                                                           | Format/cm                                               | Sammlung, Ort, Leihgeber                                                                | Bild/Ausstellungsort                                    |
| --------------------------------- | --- | -------------- | --------------------------------------------------------------------------------- | ------------------------------------------------------- | --------------------------------------------------------------------------------------- | ------------------------------------------------------- |
| Experiment Abstraktion            | |                |                                                                                   |                                                         |                                                                                         |                                                         |
| Jacoba van Heemskerck             | Komposition in Farbe, Schiffe Nr. 15                                                                         | um 1914        | Öl auf Leinwand                                                                   | 97,5 × 113,5                                            | Museum Boijmans Van Beuningen                                                           | Arnhem, Saarbrücken, Wien                               |
| Jacoba van Heemskerck             | Bild Nr. 46                                                                                                  | 1916           | Öl auf Leinwand                                                                   | 95,5 × 72,5                                             | Kunstmuseum Den Haag                                                                    | Arnhem, Saarbrücken, Wien                               |
| Jacoba van Heemskerck             | Bild Nr. 62                                                                                                  | 1917           | Öl auf Leinwand                                                                   | 106 × 207,1                                             | Kunstmuseum Den Haag                                                                    | ausgestellt nur in Arnhem                               |
| Jacoba van Heemskerck             | Buntglasfenster, Komposition                                                                                 | vor 1920       | ausgeführt von Atelier J.W. Gips, Buntglas                                        | 58,4 × 45,4                                             | Kunstmuseum Den Haag                                                                    | nur in Arnhem                                           |
| Jacoba van Heemskerck             | Bild XII Nr. 3 (Landschaft mit Zickzackweg)                                                                  | 1916           | Holzschnitt, koloriert                                                            | 22 × 31.8                                               | Saarlandmuseum                                                                          | (nicht im Katalog enthalten) ausgestellt in Saarbrücken |
| Madiha Umar                       | Music in Line (Roses from the South) Johann Strauss                                                          | 1949           | Mischtechnik auf Papier                                                           | 60,5 × 46                                               | Hussain Ali Harba Family Collection                                                     | Arnhem, Saarbrücken, Wien                               |
| Barbara Hepworth                  | Ohne Titel                                                                                                   | ohne Jahr      | Lithografie                                                                       | 74,5 × 56                                               | Museum Arnhem                                                                           | nur in Arnhem                                           |
| Barbara Hepworth                  | Totem | 1953           | Holz und Beton                                                                    | 135,5 × 34 × 46,5                                       | Kröller-Müller Museum, Otterlo                                                          | nur in Arnhem                                           |
| Benedetta Cappa                   | Das große X                                                                                                  | um 1925–1930   | Öl auf Leinwand                                                                   | 129 × 90                                                | Musée National d’Art Moderne, Paris                                                     | nur in Wien                                             |
| Zubeida Agha                      | Stadt | 1945           | Tempera auf Leinwand                                                              | 114,3 × 81,3                                            | Taimur Hassan Collection                                                                | Arnhem, Saarbrücken, Wien                               |
| Lou Loeber                        | Der Schottergräber                                                                                           | 1927           | Öl auf Papier                                                                     | 65 x 75,5                                               | Museum Helmond, Schloss Helmond                                                         | Arnhem, Saarbrücken, Wien                               |
| Lou Loeber                        | Lesen | 1927           | Öl auf Karton                                                                     | 48 x 40,5                                               | Singer Laren, Laren                                                                     | Arnhem, Saarbrücken, Wien                               |
| Marlow Moss                       | Weiß, schwarz, rot und grau, 1932                                                                            | 1932           | Öl auf Leinwand                                                                   | 54 × 45                                                 | Kunstmuseum Den Haag                                                                    | Arnhem, Saarbrücken, Wien                               |
| Marlow Moss                       | Schwarz und Weiß                                                                                             | 1932           | Öl auf Leinwand                                                                   | 72,5 × 72,5                                             | Kunstmuseum Den Haag                                                                    | Arnhem, Saarbrücken, Wien                               |
| Katarzyna Kobro                   | Raumkomposition 4                                                                                            | 1929           | Metall und Farbe                                                                  | 40 × 64 × 40                                            | Kröller-Müller Museum                                                                   | Arnhem, Saarbrücken, Wien                               |
| Katarzyna Kobro                   | Weiblicher Akt                                                                                               | 1948           | Bronze                                                                            | 28,3 × 24,5 × 28                                        | Kröller-Müller Museum                                                                   | Arnhem, Saarbrücken, Wien                               |
| Marcelle Cahn                     | Abstrakte Komposition (Composition abstraite)                                                                | 1925           | Öl auf Leinwand                                                                   | 72,4 × 49,7                                             | Musée de Grenoble                                                                       | Arnhem, Saarbrücken, Wien                               |
| Friedl Dicker-Brandeis            | Entwurf für die Wohnung von Viktor Kraus, Reichberg: Schlafraum mit Dusche                                   | 1929           | Tempera, Buntstift und Bleistift auf Transparentpapier                            | 58 × 43,5                                               | Kunstsammlung und Archiv, Universität für angewandte Kunst Wien                         | nur in Arnhem und Saarbrücken                           |
| Ljubow Popowa                     | Ohne Titel                                                                                                   | 1915           | Öl auf Leinwand                                                                   | 72 × 71,5                                               | Städel Museum, Frankfurt, Dauerleihgabe                                                 | Arnhem, Saarbrücken, Wien                               |
| Alexandra Exter                   | Komposition (Genua)                                                                                          | um 1912/1914   | Öl auf Leinwand                                                                   | 115,5 × 86,5                                            | Museum Ludwig, Köln                                                                     | Arnhem, Saarbrücken, Wien                               |
| Alexandra Exter                   | Szenische Konstruktion für Dame Kobold von Pedro Calderón de la Barca                                        | 1924           | Gouache auf Papier, auf Karton montiert                                           | 49,2 × 67,2 auf 55 × 73                                 | Theaterwissenschaftliche Sammlung Universität zu Köln                                   | Arnhem, Saarbrücken, Wien                               |
| Alexandra Exter                   | Aelita | 1924           | Filmkostüme, Schwarzweißfilm ohne Ton                                             | 111 Minuten                                             |                                                                                         | · Arnhem, Saarbrücken, Wien                             |
| Alexandra Exter                   | Figurine Colombine                                                                                           | 1926           | Gouache auf Karton                                                                | 58 × 44 auf 70 × 52,5                                   | Theaterwissenschaftliche Sammlung Universität zu Köln                                   | Arnhem, Saarbrücken, Wien                               |
| Alexandra Exter                   | Figurine Longhi II                                                                                           | 1926           | Gouache auf Karton                                                                | 51 × 35 auf 58,5 × 43,3                                 | Theaterwissenschaftliche Sammlung Universität zu Köln                                   | Arnhem, Saarbrücken, Wien                               |
| Alexandra Exter                   | Konstruktive szenische Dekoration                                                                            | 1926           | Gouache auf Karton                                                                | 56,2 × 73,6                                             | Theaterwissenschaftliche Sammlung Universität zu Köln                                   | Arnhem, Saarbrücken, Wien                               |
| Alexandra Exter                   | Nicht realisierter Entwurf für eine szenische Konstruktion für Der Kaufmann von Venedig                      | vor 1928       | Bleistift, Tusche und Gouache auf Papier                                          | 59,9 × 52,4                                             | Theatermuseum Wien                                                                      | nur in Wien                                             |
| Alexandra Exter                   | Bühnenentwurf für ein Ballett                                                                                | 1929           | Pouchoir (Schablonen-Drucktechnik)                                                | 30,5 × 23                                               | Van Abbemuseum, Eindhoven                                                               | nur in Arnhem                                           |
| Alexandra Exter                   | Nicht realisierter Entwurf für eine szenische Konstruktion für Don Juan oder Der steinerne Gast              | 1929           | Bleistift und Gouache auf Papier                                                  | 50,7 × 68,4                                             | Theatermuseum Wien                                                                      | nur in Wien                                             |
| Maria Helena Vieira da Silva      | Der Kampf der Messer                                                                                         | 1948           | Öl auf Leinwand                                                                   | 72,5 × 91,5                                             | Museum Boijmans Van Beuningen, Rotterdam                                                | Arnhem, Saarbrücken, Wien                               |
| Anton Prinner                     | Messingkonstruktion                                                                                          | 1935           | Messing und Kupfer                                                                | 50 × 50 × 135                                           | Musée de Grenoble                                                                       | Arnhem, Saarbrücken, Wien                               |
| Anton Prinner                     | Ohne Titel                                                                                                   | 1932           | Bronze                                                                            | 41 × 7,3 × 7,2                                          | Österreichische Galerie Belvedere, Wien, Leihgabe                                       | nur in Arnhem und Saarbrücken                           |
| Anton Prinner                     | Die geschorene Frau                                                                                          | 1945           | Folge von 8 Radierungen                                                           | Blatt 24 × 17                                           | Österreichische Galerie Belvedere, Wien                                                 | Arnhem, Saarbrücken, Wien                               |
| Saloua Raouda Choucair            | Modul in Dagmar Grün                                                                                         | 1950           | Öl auf Leinwand                                                                   | 50 × 56                                                 | Saloua Raouda Choucair Foundation                                                       | Arnhem, Saarbrücken, Wien                               |
| Vally Wieselthier                 | Entwurf für einen Wiener-Werkstätte-Stoff                                                                    | vor 1928       | Bleistift und Gouache auf Papier                                                  | 59,4 × 46                                               | MAK – Museum für angewandte Kunst, Wien                                                 | nur in Arnhem                                           |
| Vally Wieselthier                 | Entwurf für einen Wiener-Werkstätte-Stoff                                                                    | vor 1928       | Bleistift und Gouache auf Papier                                                  | 59,5 × 46                                               | MAK – Museum für angewandte Kunst, Wien                                                 | nur in Saarbrücken                                      |
| Vally Wieselthier                 | Entwurf für einen Wiener-Werkstätte-Stoff                                                                    | vor 1928       | Bleistift und Gouache auf Papier                                                  | 59,45 × 46                                              | MAK – Museum für angewandte Kunst, Wien                                                 | nur in Wien                                             |
| Lucie Turel-Welti                 | Abendhandtasche                                                                                              | 1918           | Glasperlen, auf Stramin gestickt, Leder                                           | 11,5 × 19,5                                             | Museum für Gestaltung Zürich, Kunstgewerbesammlung                                      | nur in Saarbrücken und Wien                             |
| Johanna Reismayer                 | Bestickter Stoff für eine Handtasche                                                                         | um 1923        | Seide und Wolle                                                                   | 13 × 19 × 0,5                                           | Kunstsammlung und Archiv, Universität für angewandte Kunst Wien                         | nur in Arnhem und Wien                                  |
| Maria Lucia Stadlmayer            | Entwurf für einen Wiener-Werkstätte-Stoff                                                                    | vor 1928       | Bleistift und Gouache auf Papier                                                  | 59,3 × 46                                               | MAK – Museum für angewandte Kunst, Wien                                                 | nur in Saarbrücken                                      |
| Wiener Werkstätte                 | Entwurf für ein würfelförmiges Kissen, Wiener-Werkstätte-Stoff Irland                                        | ohne Jahr      | Gouache und Bleistift auf Papier                                                  | 23,1 × 15                                               | MAK – Museum für angewandte Kunst, Wien                                                 | nur in Saarbrücken                                      |
| Fahrelnissa Zeid                  | Ohne Titel (Komposition)                                                                                     | um 1949        | Öl auf Leinwand                                                                   | 96 x 75                                                 | Taimur Hassan Collection                                                                | Arnhem, Saarbrücken, Wien                               |
| Fahrelnissa Zeid                  | Komposition                                                                                                  | vor 1950       | Öl auf Leinwand                                                                   | 188 x 175                                               | Musée d’art moderne de la Ville de Paris                                                | ausgestellt nur in Wien                                 |
| Camilla Birke                     | Entwurf für den Wiener-Werkstätte-Stoff Mops                                                                 | vor 1924       | Tusche und Gouache auf Papier                                                     | 28,2 × 22,5                                             | MAK – Museum für angewandte Kunst, Wien                                                 | nur in Arnhem                                           |
| Camilla Birke                     | Entwurf für den Wiener-Werkstätte-Stoff Moos                                                                 | vor 1924       | Tusche und Gouache auf Papier                                                     | 28,2 × 22,3                                             | MAK – Museum für angewandte Kunst, Wien                                                 | nur in Saarbrücken                                      |
| Camilla Birke                     | Entwurf für den Wiener-Werkstätte-Stoff Moorland                                                             | vor 1924       | Tusche und Gouache auf Papier                                                     | 28,3 × 22,3                                             | MAK – Museum für angewandte Kunst, Wien                                                 | nur in Wien                                             |
| Charmion von Wiegand              | Rhythmus der Nacht                                                                                           | 1948           | Öl auf Leinwand                                                                   | 76 × 50                                                 | Fondazione Marguerite Arp, Locarno                                                      | nur in Saarbrücken und Wien                             |
| Hilde Blumberger                  | Entwurf für den Wiener-Werkstätte-Stoff Sinaia                                                               | 1928           | Bleistift, Tusche und Gouache auf Papier                                          | 41 × 54                                                 | MAK – Museum für angewandte Kunst, Wien                                                 | nur in Saarbrücken                                      |
| Hilde Blumberger                  | Entwurf für den Wiener-Werkstätte-Stoff Sinaia                                                               | 1928           | Gouache auf Papier                                                                | 39 × 40,5                                               | MAK – Museum für angewandte Kunst, Wien                                                 | nur in Wien                                             |
| Gunta Stölzl                      | Entwurf für einen Knüpfteppich                                                                               | 1923           | Gouache auf Papier                                                                | 29,3 x 19,5                                             | Staatsgalerie Stuttgart, Graphische Sammlung                                            | nur in Saarbrücken                                      |
| Sonia Delaunay                    | Textilentwurf Nr. 583                                                                                        | ohne Jahr      | Gouache auf Papier                                                                | 22,3 × 21                                               | Kunstmuseen Krefeld                                                                     | nur in Arnhem                                           |
| Sonia Delaunay                    | ohne Titel                                                                                                   | ohne Jahr      | Öl auf Papier                                                                     | 23 × 30                                                 | Kunstmuseum Krefeld                                                                     | nur in Arnhem                                           |
| Sonia Delaunay                    | Textilentwurf Nr. 453                                                                                        | ohne Jahr      | Tempera und Gouache auf Papier                                                    | 65 × 50                                                 | Kunstmuseum Krefeld                                                                     | nur in Arnhem                                           |
| Sonia Delaunay                    | Textilentwurf Nr. 1078                                                                                       | ohne Jahr      | Gouache auf bemaltem Karton                                                       | 11 × 11,5                                               | Kunstmuseum Krefeld                                                                     | nur in Saarbrücken                                      |
| Sonia Delaunay                    | Textilentwurf Nr. 701SD                                                                                      | ohne Jahr      | Gouache auf Karton                                                                | 9 × 6                                                   | Kunstmuseum Krefeld                                                                     | nur in Saarbrücken                                      |
| Sonia Delaunay                    | Textilentwurf Nr. 415                                                                                        | ohne Jahr      | Gouache oder dicke Tusche auf Millimeterpapier                                    | 25,8 × 19,8                                             | Kunstmuseum Krefeld                                                                     | nur in Saarbrücken                                      |
| Sonia Delaunay                    | Textilentwurf Nr. 345a                                                                                       | ohne Jahr      | Gouache auf Karton                                                                | 5 × 8                                                   | Kunstmuseum Krefeld                                                                     | nur in Wien                                             |
| Sonia Delaunay                    | Textilentwurf Nr. 316                                                                                        | ohne Jahr      | Gouache auf Papier                                                                | 26,8 × 21,3                                             | Kunstmuseum Krefeld                                                                     | nur in Wien                                             |
| Sonia Delaunay                    | Textilentwurf Nr. 440                                                                                        | ohne Jahr      | Gouache auf Papier                                                                | 23,8 × 21,2                                             | Kunstmuseum Krefeld                                                                     | nur in Wien                                             |
| Sonia Delaunay                    | Textilentwurf Nr. 7                                                                                          | ohne Jahr      | Gouache und Aquarell auf Papier                                                   | 27 × 21                                                 | Kunstmuseum Krefeld                                                                     | nur in Wien                                             |
| Sonia Delaunay                    | Textilentwurf Nr. 857/250                                                                                    | 1928           | Gouache auf Papier                                                                | 26,6 × 21                                               | Kunstmuseum Krefeld                                                                     | nur in Arnhem                                           |
| Sonia Delaunay                    | Textilentwurf Nr. 65                                                                                         | 1930er Jahre   | Gouache auf Papier                                                                | 26,9 × 21                                               | Kunstmuseum Krefeld                                                                     | nur in Saarbrücken                                      |
| Sonia Delaunay                    | Ohne Titel                                                                                                   | 1930er Jahre   | Gouache auf Karton                                                                | 21 × 15,2                                               | Kunstmuseum Krefeld                                                                     | nur in Saarbrücken                                      |
| Sonia Delaunay                    | Farbiger Rhythmus                                                                                            | 1948           | Bleistift und Gouache auf Papier                                                  | 24,4 × 20,3                                             | Privatbesitz                                                                            | nur in Arnhem                                           |
| Sonia Delaunay                    | Textilentwurf Nr. 345b                                                                                       | 1930er Jahre   | Gouache auf Karton                                                                | 11,8 × 6                                                | Kunstmuseum Krefeld                                                                     | nur in Wien                                             |
| Sonia Delaunay                    | Textilentwurf Nr. 162                                                                                        | 1930er Jahre   | Gouache auf Papier                                                                | 27 × 21                                                 | Kunstmuseum Krefeld                                                                     | nur in Wien                                             |
| René Le Somptier                  | Le p'tit Parigot (Ausschnitt)                                                                                | 1926           | Schwarzweißfilm ohne Ton                                                          | 331 Minuten                                             |                                                                                         | Arnhem, Saarbrücken, Wien                               |
| Stella Junker-Weissenberg         | Entwurf für eine Figurine für Königin Maschine                                                               | 1928           | Bleistift, Aquarell, Silberfarbe, Deckweiß und Tusche auf Transparentpapier       | 32,9 × 25                                               | Theatermuseum, Wien                                                                     | Arnhem, Saarbrücken, Wien                               |
| Stella Junker-Weissenberg         | Szenenbild für Königin Maschine                                                                              | 1928           | Bleistift, Aquarell, Silberfarbe, Deckweiß und Tusche auf Transparentpapier       | 29,8 × 21,2                                             | Theatermuseum, Wien                                                                     | nur in Wien                                             |
| Stella Junker-Weissenberg         | Entwurf für die Figurine Elektro-Motor für Königin Maschine                                                  | 1928           | Bleistift, Aquarell, Silberfarbe, Deckweiß und Tusche auf Transparentpapier       | 29,8 × 21,2                                             | Theatermuseum, Wien                                                                     | Arnhem, Saarbrücken, Wien                               |
| Stella Junker-Weissenberg         | Entwurf für zwei Figurinen für Königin Maschine                                                              | 1928           | Bleistift, Aquarell, Silberfarbe, Deckweiß und Tusche auf Transparentpapier       | 44,5 × 31,3                                             | Theatermuseum, Wien                                                                     | Arnhem, Saarbrücken, Wien                               |
| Mathilde Flögl                    | Treff | 1924           | Farbproben für die Wiener Werkstätte: Stoffe Irland und Treff, Gouache auf Papier | 45,5 × 31,5                                             | MAK – Museum für angewandte Kunst, Wien                                                 | nur in Saarbrücken                                      |
| Maria Likarz                      | Irland | 1910/1913      | Farbproben für die Wiener Werkstätte: Stoffe Irland und Treff, Gouache auf Papier | 45,5 × 31,5                                             | MAK – Museum für angewandte Kunst, Wien                                                 | nur in Saarbrücken                                      |
| Maria Likarz                      | Entwurf für den Wiener Werkstätte-Stoff Irland                                                               | 1912/1913      | Bleistift und Gouache auf Papier                                                  | 30 x 32,7                                               | MAK – Museum für angewandte Kunst, Wien                                                 | nur in Saarbrücken                                      |
| Maria Likarz                      | Muster des Wiener Werkstätte-Stoffs Irland                                                                   | 1925           | Seide, bedruckt                                                                   | 34 x 20                                                 | MAK – Museum für angewandte Kunst, Wien                                                 | nur in Saarbrücken                                      |
| Maria Likarz                      | Wiener Werkstätte: Stoff Irland                                                                              | um 1911        | Seide, bedruckt                                                                   | 207 x 92                                                | MAK – Museum für angewandte Kunst, Wien                                                 | nur in Saarbrücken                                      |
| Maria Likarz                      | Sommerrock, Wiener Werkstätte, Stoff Irland                                                                  | um 1930        | Seide, bedruckt                                                                   | 84 x 98 x 2                                             | Kunstsammlung und Archiv, Universität für angewandte Kunst Wien                         | nur in Saarbrücken                                      |
| Maria Likarz                      | Halsschmuck                                                                                                  | 1926/1928      | Glasperlen, gewebt                                                                | Länge 123                                               | MAK – Museum für angewandte Kunst, Wien                                                 | nur in Saarbrücken                                      |
| Maria Likarz                      | Farbproben für die Wiener Werkstätte-Stoffe Romulus, Tarvis, Athos und Quelle                                | 1927/1928      | Gouache auf Papier                                                                | 46 x 29,5                                               | MAK – Museum für angewandte Kunst, Wien                                                 | nur in Wien                                             |
| Maria Likarz                      | Farbproben für den Wiener Werkstätte-Stoff Romulus                                                           | 1928           | Gouache auf Papier                                                                | 46 x 29,5                                               | MAK – Museum für angewandte Kunst, Wien                                                 | nur in Arnhem                                           |
| Maria Likarz                      | Entwurf für den Wiener Werkstätte-Stoff Romulus                                                              | vor 1928       | Bleistift und Gouache auf Papier                                                  | 35 x 38,7                                               | MAK – Museum für angewandte Kunst, Wien                                                 | nur in Arnhem                                           |
| Maria Likarz                      | Entwurf für den Wiener Werkstätte-Stoff Romulus                                                              | vor 1928       | Bleistift und Gouache auf Papier                                                  | 51,5 x 39,5                                             | MAK – Museum für angewandte Kunst, Wien                                                 | nur in Wien                                             |
| Maria Likarz                      | Muster des Wiener Werkstätte-Stoffs Romulus                                                                  | 1928           | Seide und Wolle, bedruckt                                                         | 30 x 75                                                 | MAK – Museum für angewandte Kunst, Wien                                                 | nur in Arnhem                                           |
| Maria Likarz                      | Muster des Wiener Werkstätte-Stoffs Romulus                                                                  | 1928           | Baumwolle, bedruckt                                                               | 19,5 x 32                                               | MAK – Museum für angewandte Kunst, Wien                                                 | nur in Wien                                             |
| Maria Likarz                      | Entwurf für ein fünfeckiges Kissen, Wiener Werkstätte-Stoff Romulus                                          | 1928           | Bleistift und Gouache auf Karton                                                  | 29 x 22,8                                               | MAK – Museum für angewandte Kunst, Wien                                                 | nur in Arnhem                                           |
| Maria Likarz                      | Entwurf für ein fünfeckiges Kissen, Wiener Werkstätte-Stoff Romulus                                          | 1928           | Bleistift und Gouache auf Karton                                                  | 34 x 23                                                 | MAK – Museum für angewandte Kunst, Wien                                                 | nur in Wien                                             |
| Maria Likarz                      | Entwurf für ein Kleid aus dem Wiener Werkstätte-Stoff Romulus                                                | 1928           | Bleistift und Aquarell auf Papier                                                 | 28,2 x 22,4                                             | MAK – Museum für angewandte Kunst, Wien                                                 | nur in Arnhem                                           |
| Maria Likarz                      | Entwurf für ein Kleid aus dem Wiener Werkstätte-Stoff Romulus                                                | 1928           | Bleistift und Aquarell auf Papier                                                 | 28,3 x 22,5                                             | MAK – Museum für angewandte Kunst, Wien                                                 | nur in Wien                                             |
| Maria Likarz                      | Seidenbluse, Wiener Werkstätte, Stoff Romulus                                                                | um 1928        | Seide, bedruckt                                                                   | 83 x 62 x 9                                             | Kunstsammlung und Archiv, Universität für angewandte Kunst Wien                         | nur in Arnhem und Wien                                  |
| Maria Likarz                      | Entwurf für den Wiener Werkstätte-Stoff Kayala                                                               | vor 1930       | Bleistift und Gouache auf Papier                                                  | 51 x 38,7                                               | MAK – Museum für angewandte Kunst, Wien                                                 | nur in Wien                                             |
| Sophie Taeuber-Arp                | Marionette Freudanalytikus für König Hirsch                                                                  | 1918           | Ölfarbe, Holz, gedrechselt und geklebt, Ölfarbe, Messingblech und Metallösen      | 64 × 17 × 17                                            | Museum für Gestaltung Zürich                                                            | rechte Puppe nur in Saarbrücken und Wien                |
| Sophie Taeuber-Arp                | Figur und Amphoren                                                                                           | 1926           | Bleistift und Gouache auf Papier                                                  | 31,2 × 23,9                                             | Stiftung Arp, Berlin/Rolandswerth                                                       | nur in Saarbrücken                                      |
| Sophie Taeuber-Arp                | Strand | 1927           | Bleistift und Gouache auf Papier                                                  | 26 × 35,1                                               | Stiftung Arp, Berlin/Rolandswerth                                                       | nur in Saarbrücken und Wien                             |
| Sophie Taeuber-Arp                | Freie vertikale und horizontale Rhythmen                                                                     | 1927           | Bleistift und Gouache auf Papier                                                  | 28,1 × 35,9                                             | Stiftung Arp, Berlin/Rolandswerth                                                       | nur in Saarbrücken und Wien                             |
| Sophie Taeuber-Arp                | Komposition in einem Kreis mit Voluten                                                                       | 1938           | Bleistift und Gouache auf Papier                                                  | 34,9 × 25,9                                             | Stiftung Arp, Berlin/Rolandswerth                                                       | nur in Saarbrücken und Wien                             |
| Ida Kerkovius                     | Paar im Garten                                                                                               | ohne Jahr      | Wolle                                                                             | 136 × 138 × 6                                           | Staatsgalerie Stuttgart                                                                 | Arnhem, Saarbrücken, Wien                               |
| Ida Kerkovius                     | Brücke | um 1925        | Wolle, Leinen                                                                     | 190 × 110                                               | Archiv und Nachlass Hanna Bekker vom Rath                                               | nur in Saarbrücken und Wien                             |
| Ida Kerkovius                     | Abstraktes Stillleben                                                                                        | um 1935        | Öl auf Leinwand                                                                   | 57,5 × 48,5                                             | Staatsgalerie Stuttgart                                                                 | nur in Saarbrücken und Wien                             |
| Renée Sintenis                    | Große Daphne                                                                                                 | 1930           | Bronze                                                                            | 143 × 36 × 27                                           | Saarlandmuseum, Saarbrücken                                                             | Arnhem, Saarbrücken, Wien                               |
| Nola Hatterman                    | Jazz | 1934           | Öl auf Leinwand                                                                   | 97 × 85,5                                               | Museum Arnhem                                                                           | nur in Arnhem                                           |
| Natalja Sergejewna Gontscharowa   | Badende | um 1910        | Öl auf Leinwand                                                                   | 114,5 × 94,5                                            | Museum Wiesbaden                                                                        | nur in Saarbrücken                                      |
| Natalja Sergejewna Gontscharowa   | Kostümentwurf Zauberer für das Léonide-Massine-Ballet „Liturgy“                                              | 1915           | Schablone mit Gouache auf Papier                                                  | 62,5 × 42,5                                             |                                                                                         | (nicht im Katalog enthalten) ausgestellt in Saarbrücken |
| Natalja Sergejewna Gontscharowa   | Kostümentwurf Heiliger Andreas für das Léonide Massine-Ballet „Liturgy“                                      | 1915           | Schablone mit Gouache auf Papier                                                  |                                                         |                                                                                         | (nicht im Katalog enthalten) ausgestellt in Saarbrücken |
| Katharina Heise                   | Kindesraub                                                                                                   | um 1919        | Sandsteinrelief, farbig gefasst                                                   | 34,5 × 50 × 3,5                                         | Kunstmuseum Kloster Unser Lieben Frauen Magdeburg                                       | Arnhem, Saarbrücken, Wien                               |
| Katharina Heise                   | Harald Kreutzberg                                                                                            | 1919/1920      | Bronze                                                                            | Höhe 37                                                 | Kulturstiftung Sachsen-Anhalt, Kunstmuseum Moritzburg Halle (Saale)                     | Arnhem, Saarbrücken, Wien                               |
| María Gutiérrez Blanchard         | Mann mit Gitarre                                                                                             | 1918           | Öl auf Leinwand                                                                   | 92 × 73                                                 | Kröller-Müller Museum, Otterlo                                                          | Arnhem, Saarbrücken, Wien                               |
| Marthe Donas                      | Schreitende                                                                                                  | 1918           | Öl auf Karton                                                                     | 60 × 23                                                 | Privatbesitz                                                                            | nur in Arnhem und Saarbrücken                           |
| Marthe Donas                      | Abstrakte Komposition Nr. 6                                                                                  | 1920           | Öl auf Holz                                                                       | 63 × 48                                                 | Privatbesitz                                                                            | nur in Arnhem und Saarbrücken                           |
| Marthe Donas                      | Sous la lampe (Unter der Lampe)                                                                              | 1927           | Öl auf Karton                                                                     | 55 × 55                                                 | Privatbesitz                                                                            | Arnhem, Saarbrücken, Wien                               |
| Lilly Steiner                     | Barocke Komposition                                                                                          | 1938           | Öl auf Leinwand                                                                   | 146 × 97                                                | Unteres Belvedere, Österreichische Galerie Belvedere, Wien                              | nur in Wien                                             |
| Regina Cassolo Bracchi            | Tänzerin | 1930           | Aluminium                                                                         | 43 × 30 × 15                                            | Archivio Gaetano e Zoe Fermani, Mailand                                                 | nur in Saarbrücken und Wien                             |
| Erika Giovanna Klien              | Komposition mit Saiteninstrumenten                                                                           | 1923/1924      | Öl auf Leinwand auf Karton                                                        | 29,5 × 14                                               | Unteres Belvedere, Österreichische Galerie Belvedere, Wien                              | nur in Wien                                             |
| Erika Giovanna Klien              | Straßenkampf                                                                                                 | 1930           | Aquarell auf Papier                                                               | 45,7 × 61                                               | Kunstsammlung und Archiv, Universität für angewandte Kunst Wien                         | nur in Arnhem und Saarbrücken                           |
| Erika Giovanna Klien              | Revolution in Wien                                                                                           | 1930           | Aquarell auf Papier                                                               | 54,7 × 61                                               | Kunstsammlung und Archiv, Universität für angewandte Kunst Wien                         | nur in Arnhem und Wien                                  |
| Erika Giovanna Klien              | Diving Bird (Tauchender Vogel)                                                                               | 1939           | Öl auf Leinwand                                                                   | 111 × 96                                                | Unteres Belvedere, Österreichische Galerie Belvedere                                    | Arnhem, Saarbrücken, Wien                               |
| Lavinia Schulz, Walter Holdt      | Maskenfigur Toboggan Frau                                                                                    | um 1921/1923   | Skulptur, diverse Materialien                                                     | 188 × 142 × 107                                         | Museum für Kunst und Gewerbe Hamburg                                                    | Arnhem, Saarbrücken, Wien                               |
| Kunst als Akt des Protests        | |                |                                                                                   |                                                         |                                                                                         |                                                         |
| Grethe Jürgens                    | Arbeitsamt                                                                                                   | 1929           | Öl auf Leinwand                                                                   | 66 × 50,5                                               | Sprengel Museum Hannover                                                                | (nur im Katalog)                                        |
| Emiria Sunassa                    | Obstpflückerin                                                                                               | 1940           | Öl auf Leinwand                                                                   | 26,5 × 21                                               | Museum Arnhem                                                                           | nur in Arnhem                                           |
| Tarsila do Amaral                 | Floresta | 1929           | Öl auf Leinwand                                                                   | 63,9 × 76,2                                             | Museu de Arte Contemporânea da Universidade de São Paulo                                | nur in Wien                                             |
| Tarsila do Amaral                 | Arbeiter | 1933           | Öl auf Leinwand                                                                   | 150 × 205                                               | Museu de Arte Contemporânea da Universidade de São Paulo                                | (nur im Katalog)                                        |
| Milada Marešová                   | Im Pfandhaus                                                                                                 | 1932           | Öl auf Leinwand                                                                   | 29 × 39                                                 | North Bohemian Gallery o Fine Arts, Litoměřice                                          | Arnhem, Saarbrücken, Wien                               |
| Anneke van der Feer               | Wäscherinnen                                                                                                 | 1938           | Öl auf Leinwand                                                                   | 71 × 63                                                 | Museum Arnhem                                                                           | nur in Arnhem                                           |
| Berthe Edersheim                  | Erdnussverkäufer                                                                                             | 1934           | Aquarell auf Papier                                                               | 45 × 35                                                 | Museum Arnhem                                                                           | nur in Arnhem                                           |
| Lili Réthi                        | Arbeiter mit Kette                                                                                           | 1921           | Lithografie                                                                       | Darstellung 32 × 23, Blatt 40 × 30                      | Albertina, Wien                                                                         | Arnhem, Saarbrücken, Wien                               |
| Lili Réthi                        | Kesselschmiede                                                                                               | um 1921        | Lithografie                                                                       | Darstellung 49 × 31,5, Blatt 56 × 45                    | Albertina, Wien                                                                         | Arnhem, Saarbrücken, Wien                               |
| Lili Réthi                        | Im Haus der Menschenruinen, In: „Arbeiter-Zeitung“, 19.9.1926                                                | 1926           |                                                                                   |                                                         | Österreichische Nationalbibliothek                                                      | nur in Wien                                             |
| Lili Réthi                        | Im Nachtasyl, In: „Arbeiter-Zeitung“, 25.12.1926                                                             | 1926           |                                                                                   |                                                         | Österreichische Nationalbibliothek                                                      | nur in Wien                                             |
| Marianne Brandt                   | Der Mann, der den Tod trägt                                                                                  | 1928           | Collage                                                                           | 65 × 50                                                 | Staatliche Kunstsammlungen Dresden, Kupferstichkabinett Dresden                         | nur in Saarbrücken                                      |
| Jeanne Bieruma Oosting            | Die Revolte                                                                                                  | 1934           | Lithografie                                                                       | 44 × 56                                                 | Rijksmuseum Amsterdam                                                                   | nur in Arnhem                                           |
| Jeanne Bieruma Oosting            | Die Revolte                                                                                                  | 1934           | Lithografie                                                                       | 44 × 55,7                                               | Collection Fries Museum, Leeuwarden                                                     | nur in Saarbrücken und Wien                             |
| Jeanne Bieruma Oosting            | Die Gefangene                                                                                                | 1937           | Lithografie                                                                       | 65,8 × 50,5                                             | Rijksmuseum Amsterdam                                                                   | nur in Arnhem                                           |
| Jeanne Bieruma Oosting            | Die Gefangene                                                                                                | 1937           | Lithografie                                                                       | 65,5 × 51,5                                             | Collection Fries Museum, Leeuwarden                                                     | nur in Saarbrücken und Wien                             |
| Greta Freist                      | Die Wache | 1938           | Öl auf Leinwand                                                                   | 46 × 65,5                                               | Österreichische Galerie Belvedere, Wien                                                 | Arnhem, Saarbrücken, Wien                               |
| Greta Freist                      | Tänzerin (La Danseuse)                                                                                       | 1938           | Öl auf Leinwand                                                                   | 100 × 78                                                | Sammlung Oesterreichische Nationalbank                                                  | Arnhem, Saarbrücken, Wien                               |
| Inji Efflatoun                    | Mädchen und Monster                                                                                          | 1941           | Öl auf Leinwand                                                                   | 50 × 43                                                 | Arabisches Museum für moderne Kunst, ar-Rayyan, Katar                                   | nur in Wien                                             |
| Alice Neel                        | Nazis ermorden Juden                                                                                         | 1936           | Öl auf Leinwand                                                                   | 106,6 × 76,2                                            | Leihgabe Rennie Collection, Vancouver                                                   | Arnhem, Saarbrücken, Wien                               |
| Jeanne Mammen                     | Würgeengel                                                                                                   | um 1939/1942   | Tempera auf Karton                                                                | 151 × 140                                               | Stiftung Stadtmuseum Berlin                                                             | nur in Wien                                             |
| Jeanne Mammen                     | Die Gestrigen                                                                                                | 1946           | Bleistift und Aquarell auf Papier                                                 | 47,7 × 36                                               | Stiftung Stadtmuseum Berlin                                                             | nur in Wien                                             |
| Jeanne Mammen                     | Sterbender Krieger (Junger Soldat im Frontfeuer)                                                             | um 1943        | Tempera auf Karton                                                                | 151 × 140                                               | Jeanne-Mammen-Stiftung im Stadtmuseum Berlin                                            | Arnhem, Saarbrücken, Wien                               |
| Hannah Höch                       | Die Spötter                                                                                                  | 1935           | Öl auf Leinwand                                                                   | 90,2 × 99,8                                             | Berlinische Galerie, Landesmuseum für Moderne Kunst, Fotografie und Architektur, Berlin | Arnhem, Saarbrücken, Wien                               |
| Hannah Höch                       | Totentanz | 1940–1942      | Öl auf Leinwand                                                                   | 60 × 52                                                 | Leihgabe Brüggemann                                                                     | Arnhem, Saarbrücken, Wien                               |
| Toyen                             | Krieg (Die Vogelscheuche)                                                                                    | 1945           | Öl auf Leinwand                                                                   | 193 × 110                                               | 8smicka Foundation, Humpolec                                                            | nur in Saarbrücken und Wien                             |
| Toyen                             | Ich wünsche Ihnen viel Gesundheit                                                                            | 1943           | Öl auf Leinwand                                                                   | 87 × 66                                                 | Milan Havel, Galerie KODL                                                               | Arnhem, Saarbrücken, Wien                               |
| Emy Roeder                        | Jüdische Flüchtlinge                                                                                         | um 1924        | Bronze                                                                            | Höhe 26,5                                               | Museum im Kulturspeicher, Würzburg                                                      | Arnhem, Saarbrücken, Wien                               |
| Käthe Kollwitz                    | Bilder vom Elend, In: „Simplicissimus“, 14. Jg., Nr. 38                                                      | 1909           |                                                                                   |                                                         | Rijksmuseum Amsterdam                                                                   | nur in Arnhem                                           |
| Käthe Kollwitz                    | Entbindung im Frauengefängnis                                                                                | 1912           | Kreide auf Papier                                                                 | 53,6 × 70,4                                             | Käthe Kollwitz Museum Köln                                                              | nur in Arnhem                                           |
| Käthe Kollwitz                    | Wien stirbt! Rettet seine Kinder!                                                                            | 1920           | Lithografie                                                                       | 93 × 58                                                 | Käthe Kollwitz Museum Köln                                                              | nur in Wien                                             |
| Käthe Kollwitz                    | Die Witwe I, Blatt 4 der Folge „Krieg“                                                                       | 1921/1922      | Holzschnitt                                                                       | Druckstock 37 × 22, Blatt 74,5 × 53,5                   | Albertina, Wien                                                                         | ausgestellt nur in Wien                                 |
| Käthe Kollwitz                    | Die Witwe I, Blatt 4 der Folge „Krieg“                                                                       | 1922/1923      | Holzschnitt                                                                       | Druckstock 36,5 × 23, Blatt 75 × 53,5                   | Saarlandmuseum, Moderne Galerie, Saarbrücken                                            | nur in Saarbrücken                                      |
| Käthe Kollwitz                    | Die Witwe II, Blatt 5 der Folge „Krieg“                                                                      | 1922           | Holzschnitt                                                                       | Druckstock 37 × 52, Blatt 53,5 × 74,5                   | Albertina, Wien                                                                         | ausgestellt nur in Wien                                 |
| Käthe Kollwitz                    | Die Witwe II, Blatt 5 der Folge „Krieg“                                                                      | 1922/1923      | Holzschnitt                                                                       | Druckstock 30,5 × 52, Blatt 54,5 × 73                   | Saarlandmuseum, Moderne Galerie, Saarbrücken                                            | Saarbrücken                                             |
| Käthe Kollwitz                    | Das Volk, Blatt 7 der Folge „Krieg“                                                                          | Herbst 1922    | Holzschnitt                                                                       | Druckstock 36 × 30, Blatt 74,5 × 53,5                   | Albertina, Wien                                                                         | ausgestellt nur in Wien                                 |
| Käthe Kollwitz                    | Die Mütter, Blatt 6 der Folge „Krieg“                                                                        | 1922/1923      | Holzschnitt                                                                       | Druckstock 34 × 40, Blatt 53,5 × 74,5                   | Albertina, Wien                                                                         | ausgestellt nur in Wien                                 |
| Käthe Kollwitz                    | Die Mütter, Blatt 6 der Folge „Krieg“                                                                        | 1922/1923      | Holzschnitt                                                                       | Druckstock 34 × 40, Blatt 555 × 773                     | Saarlandmuseum, Moderne Galerie, Saarbrücken                                            | nur in Saarbrücken                                      |
| Käthe Kollwitz                    | Nieder mit den Abtreibungsparagraphen!                                                                       | 1923           | Lithografie                                                                       | 47 × 43,5                                               | Käthe Kollwitz Museum Köln                                                              | Arnhem, Saarbrücken, Wien                               |
| Käthe Kollwitz                    | Revolution 1918                                                                                              | 1928           | Kohle auf Papier                                                                  | 60,5 × 46,3                                             | Käthe Kollwitz Museum Köln                                                              | nur in Arnhem                                           |
| Käthe Kollwitz                    | Selbstporträt                                                                                                | 1934           | Lithografie                                                                       | 20,8 × 18,7                                             | Käthe Kollwitz Museum Köln                                                              | nur in Arnhem                                           |
| Käthe Kollwitz                    | Selbstporträt                                                                                                | 1934           | Lithografie                                                                       | 20,5 × 18,5                                             | Albertina, Wien                                                                         | nur in Wien                                             |
| Käthe Kollwitz                    | Turm der Mütter                                                                                              | 1937/1938      | Bronze                                                                            | 28,2 × 27,5 × 28,7                                      | Käthe Kollwitz Museum Köln                                                              | Arnhem, Saarbrücken, Wien                               |
| Käthe Kollwitz                    | Pietà | 1937/1938      | Bronze                                                                            | 39,7 × 28,2 × 39,7                                      | Saarlandmuseum, Moderne Galerie, Saarbrücken                                            | ausgestellt nur in Saarbrücken                          |
| Käthe Kollwitz                    | Das Opfer, Blatt 1 der Folge „Krieg“                                                                         | 1922           | Holzschnitt                                                                       |                                                         |                                                                                         | (nicht im Katalog enthalten) ausgestellt in Saarbrücken |
| Käthe Kollwitz                    | Die Freiwilligen, Blatt 2 der Folge „Krieg“                                                                  | 1921/22        | Holzschnitt                                                                       |                                                         |                                                                                         | (nicht im Katalog enthalten) ausgestellt in Saarbrücken |
| Käthe Kollwitz                    | Die Eltern, Blatt 3 der Folge „Krieg“                                                                        | 1921/1922      | Holzschnitt                                                                       |                                                         |                                                                                         | (nicht im Katalog enthalten) ausgestellt in Saarbrücken |
| Elizabeth Catlett                 | Das Öl | 1953           | Linolschnitt                                                                      | 16.4 × 20,3                                             | Ibero-Amerikanisches Institut Preußischer Kulturbesitz, Berlin                          | Arnhem, Saarbrücken, Wien                               |
| Elizabeth Catlett                 | Ich habe in immer größerer Zahl studiert aus der Serie „The Black Woman“                                     | 1946           | Linolschnitt                                                                      | 24,1 × 18,4                                             | Pennsylvania Academy of the Fine Arts, Art by Women Collection                          | nur in Wien                                             |
| Elizabeth Catlett                 | I Have Special Reservations …, (Ich habe spezielle reservierte Sitzplätze …) aus der Serie „The Black Woman“ | 1946           | Linolschnitt                                                                      | 15,9 × 15,9                                             | Pennsylvania Academy of the Fine Arts, Art by Women Collection                          | nur in Wien                                             |
| Alice Lex-Nerlinger               | Die Näherin                                                                                                  | um 1928        | Fotomontage                                                                       | 15,3 × 11,2                                             | Akademie der Künste, Berlin                                                             | nur in Wien                                             |
| Alice Lex-Nerlinger               | Arbeiten! Arbeiten! Arbeiten!                                                                                | 1928           | Fotogramm                                                                         | 37,5 × 83,5                                             | Akademie der Künste, Berlin                                                             | nur in Wien                                             |
| Alice Lex-Nerlinger               | Arbeiten! Arbeiten! Arbeiten!                                                                                | 1928           | Fotogramm                                                                         | 10,7 × 23                                               | Akademie der Künste, Berlin                                                             | nur in Arnhem                                           |
| Alice Lex-Nerlinger               | Arbeiten! Arbeiten! Arbeiten!                                                                                | 1928 oder 1931 | Fotogramm                                                                         | 18,1 × 24                                               | Akademie der Künste, Berlin                                                             | nur in Saarbrücken                                      |
| Alice Lex-Nerlinger               | Paragraf 218                                                                                                 | 1931           | Spritztechnik, Acryl auf Leinwand                                                 | 95 × 76,5                                               | Stiftung Stadtmuseum Berlin                                                             | Link zum Bild Arnhem, Saarbrücken, Wien                 |
| Alice Lex-Nerlinger               | Feldgrab schafft Dividende                                                                                   | 1931           | Kaseintempera auf Leinwand                                                        | 70 × 101                                                | Staatliche Museen zu Berlin, Nationalgalerie                                            | (nur im Katalog)                                        |
| Lea Grundig                       | Liebespaar                                                                                                   | 1934           | Kaltnadelradierung                                                                | 24,8 × 24,5                                             | Staatliche Kunstsammlungen Dresden, Kupferstich-Kabinett                                | nur in Wien                                             |
| Lea Grundig                       | Das sterbende Kind aus der Folge „Frauenleben“                                                               | 1935           | Kaltnadelradierung                                                                | 43 × 35                                                 | Museum Arnhem                                                                           | nur in Arnhem                                           |
| Lea Grundig                       | Im Bunker, Blatt 13 aus dem Zyklus „Unterm Hakenkreuz“                                                       | 1935           | Kaltnadelradierung                                                                | Platte 24,7 × 26,2, Blatt 42 × 53                       | Staatliche Kunstsammlungen Dresden, Kupferstichkabinett                                 | nur in Wien                                             |
| Lea Grundig                       | Deutschland, Blatt 17 aus dem Zyklus „Unterm Hakenkreuz“                                                     | 1936           | Kaltnadelradierung                                                                | 24,5 × 33,2                                             | Staatliche Kunstsammlungen Dresden, Kupferstichkabinett                                 | nur in Wien                                             |
| Lea Grundig                       | Gegeneinander, aus dem Zyklus „Unterm Hakenkreuz“                                                            | 1936           | Kaltnadelradierung, einziger erhaltener Probedruck                                | Platte 25,9 × 32,6, Blatt 36,1 × 43,8                   | Staatliche Kunstsammlungen Dresden, Kupferstichkabinett                                 | nur in Wien                                             |
| Lea Grundig                       | Der Gejagte, Blatt 8 aus dem Zyklus „Unterm Hakenkreuz“                                                      | 1937           | Kaltnadelradierung                                                                | 24,3 × 35                                               | Staatliche Kunstsammlungen Dresden, Kupferstichkabinett                                 | nur in Wien                                             |
| Lea Grundig                       | Trauer, Blatt 19 aus dem Zyklus „Unterm Hakenkreuz“                                                          | 1937           | Kaltnadelradierung                                                                | 35 × 45                                                 | Museum Arnhem                                                                           | nur in Arnhem                                           |
| Lea Grundig                       | Wiederfinden                                                                                                 | 1938           | Kaltnadelradierung                                                                | Platte 24,9 × 20, Blatt 29,6 × 25,2                     | Staatliche Kunstsammlungen Dresden, Kupferstichkabinett                                 | nur in Wien                                             |
| Lea Grundig                       | Die Lage im Ghetto, Blatt 1 des „Großen Ghetto Zyklus“                                                       | 1946           | Feder und Pinsel, Tusche, laviert und geschabt, über Bleistift                    | 57 × 78,2                                               | Staatliche Museen zu Berlin, Kupferstichkabinett Berlin                                 | nur in Saarbrücken                                      |
| Lea Grundig                       | Aufstand und Untergang des Ghetto, Blatt 2 des „Großen Ghetto Zyklus“                                        | 1946           | Feder und Pinsel, Tusche, laviert und geschabt, über Bleistift                    | 78 × 57,8                                               | Staatliche Museen zu Berlin, Kupferstichkabinett Berlin                                 | nur in Saarbrücken                                      |
| Lea Grundig                       | Der Aufstand im Ghetto, Blatt 3 des „Großen Ghetto Zyklus“                                                   | 1946           | Feder und Pinsel, Tusche, laviert und geschabt, über Bleistift                    | 78 × 58                                                 | Staatliche Museen zu Berlin, Kupferstichkabinett Berlin                                 | nur in Saarbrücken                                      |
| Lea Grundig                       | Requiem, Blatt 4 des „Großen Ghetto Zyklus“                                                                  | 1948           | Feder und Pinsel, Tusche, laviert und geschabt, über Bleistift                    | 70,2 × 52,6                                             | Staatliche Museen zu Berlin, Kupferstichkabinett Berlin                                 | nur in Saarbrücken                                      |
| Friedl Dicker-Brandeis            | Mit einer Wohnung kann man einen Menschen erschlagen                                                         | 1932/1933      | Fotomontage, Digitaldruck nach Glasnegativ                                        | 15 × 10                                                 | Kunstsammlung und Archiv, Universität für angewandte Kunst Wien                         | nur in Arnhem                                           |
| Friedl Dicker-Brandeis            | So sieht sie aus, mein Kind, diese Welt                                                                      | 1932/1933      | Fotomontage, Digitaldruck nach Glasnegativ                                        | 15 × 10                                                 | Kunstsammlung und Archiv, Universität für angewandte Kunst Wien                         | nur in Arnhem                                           |
| Friedl Dicker-Brandeis            | Das Verhör II                                                                                                | 1934/1935      | Öl auf Leinwand                                                                   | 78,5 × 57,5                                             | Jüdisches Museum in Prag                                                                | Arnhem, Saarbrücken, Wien                               |
| Gazbia Sirry                      | Lied der Revolution                                                                                          | 1952           | Öl auf Leinwand                                                                   | 88 × 66,5                                               | Privatsammlung, Bahrain                                                                 | Arnhem, Saarbrücken, Wien                               |
| Neue Realitäten. Neue Identitäten | |                |                                                                                   |                                                         |                                                                                         |                                                         |
| Tamara de Lempicka                | Duchesse de la Salle de Rochemaure (Porträt der Herzogin de la Salle)                                        | 1925           | Öl auf Leinwand                                                                   | 162 × 97                                                | Privatsammlung                                                                          | nur in Wien                                             |
| Tamara de Lempicka                | Tamara im grünen Bugatti                                                                                     | 1925           | Titelblatt von Die Dame, Heft 21, Juli 1929                                       |                                                         | Österreichische Nationalbibliothek, Wien                                                | nur in Wien                                             |
| Tamara de Lempicka                | Porträt Mrs. Allan Bott                                                                                      | 1925           | Titelblatt von Die Dame, Heft 2, Oktober 1930                                     |                                                         | Österreichische Nationalbibliothek, Wien                                                | nur in Wien                                             |
| Claude Cahun                      | Selbstporträt vor Granitwand                                                                                 | um 1916        | Digitaldruck nach Originalsilbergelatineabzug                                     | 11,8 × 8,9                                              | Jersey Heritage Collections                                                             | Arnhem, Saarbrücken, Wien                               |
| Claude Cahun                      | Selbstporträt mit rasiertem Kopf                                                                             | um 1920        | Digitaldruck nach Originalsilbergelatineabzug                                     | 21 × 12,4                                               | Jersey Heritage Collections                                                             | Arnhem, Saarbrücken, Wien                               |
| Claude Cahun                      | I Am in Training Don’t Kiss Me                                                                               | 1927           | Digitaldruck nach Originalsilbergelatineabzug                                     | 11,7 × 8,8                                              | Jersey Heritage Collections                                                             | Arnhem, Saarbrücken, Wien                               |
| Claude Cahun                      | Selbstporträt mit Doppelbelichtung im Felsbecken                                                             | 1928           | Digitaldruck nach Originalabzug                                                   | 17,6 × 12,7                                             | Jersey Heritage Collections                                                             | Arnhem, Saarbrücken, Wien                               |
| Claude Cahun                      | Selbstporträt in Robe mit Masken                                                                             | 1928           | Digitaldruck nach Originalnegativ                                                 | 12 × 9,4                                                | Jersey Heritage Collections                                                             | Arnhem, Saarbrücken, Wien                               |
| Claude Cahun                      | Selbstporträt als knieender Akt mit Maske                                                                    | 1928           | Digitaldruck nach Originalabzug                                                   | 17,9 × 23,7                                             | Jersey Heritage Collections                                                             | Arnhem, Saarbrücken, Wien                               |
| Claude Cahun                      | Selbstporträt mit Rflexion im Spiegel                                                                        | 1928           | Digitaldruck nach Originalabzug                                                   | 11,8 × 8,8                                              | Jersey Heritage Collections                                                             | Link zum Bild Arnhem, Saarbrücken, Wien                 |
| Claude Cahun                      | Selbstporträt als Akt auf Sand liegend mi aufgerolltem Seegras                                               | 1930           | Digitaldruck nach Originalsilbergelatineabzug                                     | 10 × 8                                                  | Jersey Heritage Collections                                                             | Arnhem, Saarbrücken, Wien                               |
| Claude Cahun                      | Selbstporträt im Schrank                                                                                     | 1932           | Digitaldruck nach Originalabzug                                                   | 11,2 × 8,5                                              | Jersey Heritage Collections                                                             | Arnhem, Saarbrücken, Wien                               |
| Claude Cahun                      | Andenken | 1932           | Digitaldruck nach Originalnegativ                                                 | 11 × 8                                                  | Jersey Heritage Collections                                                             | Arnhem, Saarbrücken, Wien                               |
| Claude Cahun                      | Nichtige Geständnisse (Aveux non avenus)                                                                     | 1930           |                                                                                   | 11 × 8                                                  | KN National Library of the Netherlands, Collectie Koopman                               | nur in Arnhem                                           |
| Romaine Brooks                    | Natalie Clifford Barney                                                                                      | um 1920        | Öl auf Leinwand                                                                   | 86,5 × 65,5                                             | Musée Carnavalet, Paris                                                                 | nur in Wien                                             |
| Charley Toorop                    | Frauenfiguren                                                                                                | 1931/1932      | Öl auf Leinwand                                                                   | 135,8 × 101,2                                           | Van Abbemuseum, Eindhoven                                                               | Arnhem, Saarbrücken, Wien                               |
| Charley Toorop                    | Porträt von An Harrenstein-Schräder                                                                          | 1929           | Öl auf Leinwand                                                                   | 51 × 41                                                 | Museum Arnhem                                                                           | Arnhem, Saarbrücken, Wien                               |
| Charley Toorop                    | Selbstporträt (Villefranche)                                                                                 | 1934           | Öl auf Leinwand                                                                   | 40 × 32                                                 | Museum Arnhem                                                                           | Arnhem, Saarbrücken, Wien                               |
| Gertrud Arndt                     | Maskenselbstporträt Nr. 4                                                                                    | 1930           | Bromsilbergelatineabzug                                                           | 24,1 × 19                                               | Museum Folkwang, Essen                                                                  | nur in Saarbrücken                                      |
| Gertrud Arndt                     | Maskenselbstporträt Nr. 8                                                                                    | 1930           | Bromsilbergelatineabzug                                                           | 24,1 × 19,3                                             | Museum Folkwang                                                                         | nur in Saarbrücken                                      |
| Gertrud Arndt                     | Maskenselbstporträt Nr. 13                                                                                   | 1930           | Bromsilbergelatineabzug                                                           | 24,1 × 19,2                                             | Museum Folkwang                                                                         | Link zum Bild nur in Arnhem und Wien                    |
| Gertrud Arndt                     | Maskenselbstporträt Nr. 16                                                                                   | 1930           | Bromsilbergelatineabzug                                                           | 24 × 19,3                                               | Museum Folkwang                                                                         | nur in Arnhem und Wien                                  |
| Gertrud Arndt                     | Maskenselbstporträt Nr. 28                                                                                   | 1930           | Bromsilbergelatineabzug                                                           | 24,1 × 19,3                                             | Museum Folkwang                                                                         | nur in Arnhem und Wien                                  |
| Gertrud Arndt                     | Maskenselbstporträt Nr. 32                                                                                   | 1930           | Bromsilbergelatineabzug                                                           | 24,2 × 18,5                                             | Museum Folkwang                                                                         | nur in Arnhem und Wien                                  |
| Gertrud Arndt                     | Maskenselbstporträt Nr. 33                                                                                   | 1930           | Bromsilbergelatineabzug                                                           | 24,1 × 18,2                                             | Museum Folkwang                                                                         | nur in Saarbrücken                                      |
| Gertrud Arndt                     | Maskenselbstporträt Nr. 36                                                                                   | 1930           | Bromsilbergelatineabzug                                                           | 24,2 × 18,5                                             | Museum Folkwang                                                                         | nur in Saarbrücken                                      |
| Gertrud Arndt                     | Porträt Wera Meyer-Waldeck, Dessau                                                                           | 1930           | Fotografie, Silbergelatinepapier                                                  | 18,2 × 22,5                                             |                                                                                         | (nicht im Katalog enthalten)                            |
| Gertrud Arndt                     | Negative Portrait Wera Meyer-Waldeck, Dessau                                                                 | 1930           | Negativ, Silbergelatinepapier                                                     | 16,6 × 22,2                                             |                                                                                         | (nicht im Katalog enthalten)                            |
| Gertrud Arndt                     | Selbstporträt 39 A, Dessau                                                                                   | 1929/1930      | Fotografie, Silbergelatinepapier                                                  | 21,8 × 14,4                                             |                                                                                         | (nicht im Katalog enthalten)                            |
| Jeanne Mammen                     | Kurtheater, In: „Simplicissimus“, 33. Jg., Nr. 20                                                            | 1928           |                                                                                   |                                                         | Österreichische Nationalbibliothek, Wien                                                | nur in Wien                                             |
| Jeanne Mammen                     | Sie repräsentiert, In: „Simplicissimus“, 32. Jg., Nr. 47                                                     | 1928           |                                                                                   |                                                         | Österreichische Nationalbibliothek                                                      | nur in Wien                                             |
| Jeanne Mammen                     | Sie repräsentiert, In: „Simplicissimus“, 32. Jg., Nr. 47                                                     | 1928           |                                                                                   |                                                         | Rijksmuseum Amsterdam                                                                   | nur in Arnhem                                           |
| Hanna Nagel                       | Frühes Selbstbildnis (Ich sehe meine Schmerzen voraus, sie kommen von Dir)                                   | 1930           | Feder, Tusche und Aquarell auf Papier                                             | 30,5 × 17                                               | Städtische Galerie Karlsruhe                                                            | nur in Saarbrücken und Wien                             |
| Hanna Nagel                       | Mühevolle Ehe                                                                                                | 1930           | Feder, Tusche, laviert, und Aquarell auf Papier                                   | 32,4 × 27,3                                             | Kunsthalle Mannheim                                                                     | nur in Wien                                             |
| Hanna Nagel                       | Die Arbeitenden                                                                                              | ohne Jahr      | Feder, Tusche, laviert, und Aquarell auf Papier                                   | 27,6 × 24,1                                             | Kunsthalle Mannheim                                                                     | nur in Arnhem                                           |
| Hanna Nagel                       | Ohne Titel (Die Prüfungskommission)                                                                          | 1930           | Feder, Tusche, laviert, und Aquarell auf Papier                                   | 15,4 × 22,6                                             | Kunsthalle Mannheim                                                                     | nur in Arnhem                                           |
| Hanna Nagel                       | Schmarotzer                                                                                                  | November 1930  | Feder, Tusche, laviert, und Aquarell auf Papier                                   | 23,6 × 21,5                                             | Kunsthalle Mannheim                                                                     | nur in Saarbrücken                                      |
| Hanna Nagel                       | Die, die schlafen                                                                                            | ohne Jahr      | Feder, Tusche, laviert, und Aquarell auf Papier                                   | 14,4 × 21,5                                             | Kunsthalle Mannheim                                                                     | nur in Wien                                             |
| Hanna Nagel                       | Angst | 1931           | Feder, Tusche, laviert, Aquarell und Gouache auf Papier                           | 19,9 × 18,6                                             | Kunsthalle Mannheim                                                                     | nur in Arnhem                                           |
| Hanna Nagel                       | Der Paragraph 218                                                                                            | Juni 1931      | Feder, Tusche, laviert, und Aquarell auf Papier                                   | 26 × 19,5                                               | Kunsthalle Mannheim                                                                     | nur in Arnhem                                           |
| Hanna Nagel                       | Der Paragraph                                                                                                | 1931           | Feder, Pinsel, Tusche, laviert, und Aquarell auf Papier                           | 29 × 23,5                                               | Städtische Galerie Karlsruhe                                                            | nur in Saarbrücken und Wien                             |
| Hanna Nagel                       | Ohne Titel (Sitzende Frau mit Kindern)                                                                       | Juni 1931      | Feder, Tusche, laviert, und Aquarell auf Papier                                   | 28 × 23,2                                               | Kunsthalle Mannheim                                                                     | nur in Saarbrücken                                      |
| Hanna Nagel                       | Die Regierenden und die Künstlerin                                                                           | 1931           | Feder, Tusche, laviert, und Aquarell auf Papier                                   | 16 × 16,1                                               | Kunsthalle Mannheim                                                                     | nur in Saarbrücken                                      |
| Hanna Nagel                       | Traum | 1931           | Feder, Tusche, laviert, und Aquarell auf Papier                                   | 30,8 × 23,7                                             | Kunsthalle Mannheim                                                                     | nur in Wien                                             |
| Milada Marešová                   | Braut mit Zigarette                                                                                          | 1933           | Bleistift und Aquarell auf Papier                                                 | 45 × 33                                                 | Martina Pachmanová                                                                      | nur in Wien                                             |
| Grete Stern                       | Traum Nr. 1: Transfiguration                                                                                 | 1949           | Digitaldruck nach Originalsilbergelatineabzug                                     | 30,4 x 23,7                                             | Museum Folkwang, Essen                                                                  | (nur im Katalog)                                        |
| Grete Stern                       | Traum Nr. 25: Papierschiffchen                                                                               | 1949           | Silbergelatineabzug                                                               | 7,5 x 9,9                                               | Emily Austin                                                                            | Arnhem, Saarbrücken, Wien                               |
| Grete Stern                       | Idilio, Heft 8                                                                                               | 1948           | Digitaldruck nach Originalsilbergelatineabzug                                     | 30,4 x 23,7                                             | Ibero-Amerikanisches Institut Preußischer Kulturbesitz, Berlin                          | Arnhem, Saarbrücken, Wien                               |
| Dorothea Tanning                  | Voltage | 1942           | Öl auf Leinwand                                                                   | 29 × 30,9                                               | Sammlung Ulla und Heiner Pietzsch, Berlin                                               | nur in Wien                                             |
| Maya Deren                        | Meshes of the Afternoon (mit Alexander Hammid)                                                               | 1943           | Drehbuch und Schauspielerei, 16-mm-Schwarzweißfilm                                | 14 Minuten                                              |                                                                                         | · Arnhem, Saarbrücken, Wien                             |
| Maya Deren                        | Witch's Cradle                                                                                               | 1943           | 16-mm-Schwarzweißfilm                                                             | 12:30 Minuten                                           |                                                                                         | Arnhem, Saarbrücken, Wien                               |
| Elfriede Lohse-Wächtler           | Liebesakt | um 1925/1930   | Pastell                                                                           | 48 x 63                                                 | Sammlung Frank Brabant, Wiesbaden                                                       | Arnhem, Saarbrücken, Wien                               |
| Germaine Richier                  | Die Heuschrecke (Die Gottesanbeterin)                                                                        | 1946           | Bronze auf Holzsockel                                                             | 65 × 17 × 42                                            | Saarlandmuseum, Saarbrücken                                                             | Arnhem, Saarbrücken, Wien                               |
| Leonor Fini                       | Die Hüterin der Sphinxe                                                                                      | 1941           | Öl auf Leinwand                                                                   | 46,2 × 38,2                                             | Peggy Guggenheim Collection, Venedig                                                    | Arnhem, Saarbrücken, Wien                               |
| Pan Yu-Lin                        | Akt | 1942           | Tinte auf Papier                                                                  | 42 x 26,5                                               | Musée Cernuschi, Paris                                                                  | (nur im Katalog)                                        |
| Lotte Laserstein                  | Morgentoilette                                                                                               | 1930           | Öl auf Holz                                                                       | 99,7 × 65                                               | National Museum of Women in the Arts, Washington                                        | nur in Wien                                             |
| Selma Burke                       | Spannung | 1955           | 19 × 53,3 × 30,5                                                                  | Spelman College, Atlanta, Georgia, Nachlass Selma Burke |                                                                                         | (nur im Katalog)                                        |
| Berthe Edersheim                  | Liegender Akt                                                                                                | 1936           | Öl auf Leinwand                                                                   | 105 × 86                                                | Museum Arnhem                                                                           | Arnhem, Saarbrücken, Wien                               |
| Vlasta Vostřebalová-Fischerová    | Frauen im Bad                                                                                                | 1925           | Öl auf Leinwand                                                                   | 48,5 × 58,5                                             | Galerie výtvarného umění, Cheb                                                          | Arnhem, Saarbrücken, Wien                               |
| Gudrun Baudisch                   | Knieendes Mädchen                                                                                            | 1927           | Steingut, glasiert                                                                | 66 × 22 × 32                                            | MAK – Museum für angewandte Kunst, Wien                                                 | Arnhem, Saarbrücken, Wien                               |
| Trude Fleischmann                 | Aktstudie der Tänzerin Claire Bauroff                                                                        | 1924           | Silbergelatineabzug                                                               | 22,6 × 10,4                                             | Wien Museum                                                                             | nur in Wien                                             |
| Trude Fleischmann                 | Aktstudie der Tänzerin Claire Bauroff                                                                        | 1924           | Silbergelatineabzug                                                               | 22,2 × 16,8                                             | Wien Museum                                                                             | nur in Wien                                             |
| Trude Fleischmann                 | Claire Bauroff, Aktstudie I                                                                                  | um 1925        | Silbergelatineabzug                                                               | 23,8 × 17,7                                             | Wien Museum                                                                             | nur in Wien                                             |
| Trude Fleischmann                 | Claire Bauroff, Aktstudie II                                                                                 | um 1924/1925   | Silbergelatineabzug                                                               | 17,7 × 23,8                                             | Wien Museum                                                                             | nur in Wien                                             |
| Amrita Sher-Gil                   | Selbstporträt als Tahitianerin                                                                               | 1934           | Öl auf Leinwand                                                                   | 90 × 56                                                 | Kiran Nadar Museum of Art, Neu-Delhi                                                    | (nur im Katalog)                                        |
| Jüngere Werke                     | |                |                                                                                   |                                                         |                                                                                         |                                                         |
| Barbara Bloom                     | | 1985           | Fotografie                                                                        |                                                         |                                                                                         | (nicht im Katalog enthalten)                            |
| Monika von Boch                   | |                |                                                                                   |                                                         |                                                                                         | (nicht im Katalog enthalten)                            |
| Melanie Bonajo                    | Women Falling from the Sky                                                                                   | 2006           | Fotografie                                                                        |                                                         | Museum Arnhem                                                                           | (nicht im Katalog enthalten)                            |
| Maria Roosen                      | Bok | 1996           | rosa Glas, Turnbock                                                               |                                                         | Museum Arnhem                                                                           | (nicht im Katalog) ausgestellt in Saarbrücken           |